# Departamento de Chalileo
Departamento de Chalileo är en kommun i Argentina.   Den ligger i provinsen La Pampa, i den centrala delen av landet, 800 km väster om huvudstaden Buenos Aires.
Omgivningarna runt Departamento de Chalileo är i huvudsak ett öppet busklandskap. Trakten runt Departamento de Chalileo är nära nog obefolkad, med mindre än två invånare per kvadratkilometer.